# Miguel Praia
Miguel Praia (Albufeira, 2 marzo 1978) è un pilota motociclistico portoghese ritiratosi dall'attività agonistica.

## Carriera
Praia fa il suo esordio mondiale disputando il Gran Premio casalingo nella classe 250 del motomondiale nel 2003 in qualità di wild card a bordo di una Yamaha gestita dal team Marina Park Mavi Sport Kurz. Termina la gara al ventiduesimo posto. Nella stessa stagione si classifica ventisettesimo nel campionato europeo Supersport in sella ad una Honda. Nel 2004 esordisce nel mondiale Superbike, ingaggiato dal team Xerox - Nortel Net., che gli affida una Ducati 999 RS; il compagno di squadra è l'australiano Garry McCoy. Ottiene come miglior risultato un tredicesimo posto a Valencia in gara 1 e termina la stagione al 30º posto con 8 punti.
Nel 2005 passa alla guida della Yamaha YZF-R1 del team DFXtreme Sterilgarda, con compagni di squadra Marco Borciani e José Luis Cardoso. Ottiene come miglior risultato un quattordicesimo posto a Phillip Island in gara 2 e termina la stagione al 34º posto con 3 punti. Nella stessa stagione e con lo stesso team, prende parte alle prove del Gran Premio di Monza nel Campionato Italiano Superbike come pilota wild card senza punti.
Nel 2006 passa dal Gran Premio di Valencia a correre nel mondiale Supersport, alla guida della Honda CBR600RR del team Parkalgar. Non ottiene punti. La stagione successiva resta nello stesso team, questa volta con un compagno di squadra Simone Sanna. Ottiene come miglior risultato un undicesimo posto a Silverstone e termina la stagione al 34º posto con 5 punti.
Nel 2008, questa volta con compagno di squadra Craig Jones, ottiene come miglior risultato un dodicesimo posto a Portimão e termina la stagione al 25º posto con 14 punti. Nel 2009, con compagno di squadra Eugene Laverty, ottiene come miglior risultato un nono posto a Imola e termina la stagione al 15º posto con 40 punti. Nel 2010 ottiene come miglior risultato un sesto posto a Silverstone e disputa una stagione regolare, andando a punti nella maggioranza delle gare. Termina la stagione al dodicesimo posto tra i piloti.
Nel 2011 corre per il sesto anno consecutivo con il team Parkalgar Honda, questa volta con compagno di squadra Sam Lowes, chiude la stagione al tredicesimo posto con 51 punti all'attivo. Non è tra i piloti titolari al via della stagione 2012, anno in cui gareggia nella classe Moto2 del Campeonato de España de Velocidad in sella ad una Harris, riesce comunque a disputare qualche gara come wild-card e come pilota sostitutivo, con la Honda CBR600RR. Non ottiene punti validi per la classifica mondiale. Nel 2013 partecipa al solo Gran Premio di casa in Portogallo, sempre in sella ad una Honda. Chiude ventesimo senza quindi ottenere punti validi per il mondiale. Torna nel mondiale Supersport nel 2015, disputando il Gran Premio di Portogallo in qualità di pilota sostitutivo in sella ad una Honda CBR600RR del team CIA Landlords Insurance Honda. Chiude al quindicesimo posto ottenendo un punto. Dal 2013 al 2015 inoltre ha partecipato al campionato brasiliano 1000 GP. Terminata la propria carriera rimane nel mondo delle corse svolgendo l'attività di commentatore sportivo.

## Risultati in gara

### Motomondiale
| 2003 | Classe | Moto   |  |  |  |  |  |  |  |  |  |  |    |  |  |  |  |  | Punti | Pos. |
| ---- | ------ | ------ |  |  |  |  |  |  |  |  |  |  | -- |  |  |  |  |  | ----- | ---- |
| 2003 | 250    | Yamaha |  |  |  |  |  |  |  |  |  |  | 22 |  |  |  |  |  | 0     |      |

| Legenda | 1º posto        | 2º posto            | 3º posto            | A punti      | Senza punti        | Grassetto – Pole position Corsivo – Giro più veloce |
| Legenda | Gara non valida | Non qual./Non part. | Ritirato/Non class. | Squalificato | '-' Dato non disp. | Grassetto – Pole position Corsivo – Giro più veloce |

### Campionato mondiale Superbike
| 2004 | Moto   |    |    |    |     |    |    |     |     |    |     |    |     |    |     |     |    |     |    |     |    |    |    |  |  |  |  | Punti | Pos. |
| ---- | ------ | -- | -- | -- | --- | -- | -- | --- | --- | -- | --- | -- | --- | -- | --- | --- | -- | --- | -- | --- | -- | -- | -- |  |  |  |  | ----- | ---- |
| 2004 | Ducati | 13 | 19 | 16 | Rit | NQ | NQ | Rit | Rit | 17 | Rit | 14 | Rit | NP | Rit | Rit | 15 | Rit | 16 | Rit | 21 | 18 | 14 |  |  |  |  | 8     | 30º  |

| 2005 | Moto   |    |    |    |    |     |     |    |     |    |     |    |    |    |    |     |     |    |    |    |    |  |  |  |  |  |  | Punti | Pos. |
| ---- | ------ | -- | -- | -- | -- | --- | --- | -- | --- | -- | --- | -- | -- | -- | -- | --- | --- | -- | -- | -- | -- |  |  |  |  |  |  | ----- | ---- |
| 2005 | Yamaha | 20 | 18 | 16 | 14 | Rit | Rit | 23 | Rit | 15 | Rit | 18 | 16 | 23 | 21 | Rit | Rit | 21 | 19 | 16 | 18 |  |  |  |  |  |  | 3     | 34º  |

| Legenda | 1º posto        | 2º posto            | 3º posto           | A punti      | Senza punti        | Grassetto – Pole position Corsivo – Giro più veloce |
| Legenda | Gara non valida | Non qual./Non part. | Ritirato/Non class | Squalificato | '-' Dato non disp. | Grassetto – Pole position Corsivo – Giro più veloce |

### Campionato mondiale Supersport
| 2006 | Moto  |  |  |    |    |    |     |     |    |    |    |     |    |  |  | Punti | Pos. |
| ---- | ----- |  |  | -- | -- | -- | --- | --- | -- | -- | -- | --- | -- |  |  | ----- | ---- |
| 2006 | Honda |  |  | 20 | 19 | 23 | Rit | Rit | 27 | 18 | 18 | Rit | 16 |  |  | 0     |      |

| 2007 | Moto  |    |    |    |    |     |    |    |    |     |    |     |     |     |  | Punti | Pos. |
| ---- | ----- | -- | -- | -- | -- | --- | -- | -- | -- | --- | -- | --- | --- | --- |  | ----- | ---- |
| 2007 | Honda | 19 | 24 | 20 | 21 | Rit | 21 | 11 | 21 | Rit | 21 | Rit | Rit | Rit |  | 5     | 34º  |

| 2008 | Moto  |    |    |    |    |     |    |     |     |     |     |    |     |    |  | Punti | Pos. |
| ---- | ----- | -- | -- | -- | -- | --- | -- | --- | --- | --- | --- | -- | --- | -- |  | ----- | ---- |
| 2008 | Honda | 13 | 21 | 15 | 17 | Rit | 13 | Rit | Rit | Rit | Rit | 13 | Rit | 12 |  | 14    | 25º  |

| 2009 | Moto  |     |    |    |     |    |    |    |    |     |     |    |   |    |    | Punti | Pos. |
| ---- | ----- | --- | -- | -- | --- | -- | -- | -- | -- | --- | --- | -- | - | -- | -- | ----- | ---- |
| 2009 | Honda | Rit | 12 | 18 | Rit | 12 | 16 | 12 | 10 | Rit | Rit | 11 | 9 | 12 | 10 | 40    | 15º  |

| 2010 | Moto  |   |     |    |    |    |    |    |   |   |   |    |     |    |  | Punti | Pos. |
| ---- | ----- | - | --- | -- | -- | -- | -- | -- | - | - | - | -- | --- | -- |  | ----- | ---- |
| 2010 | Honda | 9 | Rit | 12 | 10 | 10 | 10 | 14 | 9 | 7 | 6 | 13 | Rit | 10 |  | 66    | 12º  |

| 2011 | Moto  |     |    |   |     |    |   |     |   |     |   |    |   |  |  | Punti | Pos. |
| ---- | ----- | --- | -- | - | --- | -- | - | --- | - | --- | - | -- | - |  |  | ----- | ---- |
| 2011 | Honda | Rit | 11 | 8 | Rit | 12 | 9 | Rit | 8 | Rit | 8 | 13 | 8 |  |  | 51    | 13º  |

| 2012 | Moto  |  |  |  |  |  |  |  |  |  |  |    |    |    |  | Punti | Pos. |
| ---- | ----- |  |  |  |  |  |  |  |  |  |  | -- | -- | -- |  | ----- | ---- |
| 2012 | Honda |  |  |  |  |  |  |  |  |  |  | 16 | 17 | 22 |  | 0     |      |

| 2013 | Moto  |  |  |  |  |  |    |  |  |  |  |  |  |  |  | Punti | Pos. |
| ---- | ----- |  |  |  |  |  | -- |  |  |  |  |  |  |  |  | ----- | ---- |
| 2013 | Honda |  |  |  |  |  | 20 |  |  |  |  |  |  |  |  | 0     |      |

| 2015 | Moto  |  |  |  |  |  |  |    |  |  |  |  |  |  |  | Punti | Pos. |
| ---- | ----- |  |  |  |  |  |  | -- |  |  |  |  |  |  |  | ----- | ---- |
| 2015 | Honda |  |  |  |  |  |  | 15 |  |  |  |  |  |  |  | 1     | 37º  |

| Legenda | 1º posto        | 2º posto            | 3º posto           | A punti      | Senza punti        | Grassetto – Pole position Corsivo – Giro più veloce |
| Legenda | Gara non valida | Non qual./Non part. | Ritirato/Non class | Squalificato | '-' Dato non disp. | Grassetto – Pole position Corsivo – Giro più veloce |